# Death of a Bachelor
Death of a Bachelor är det femte albumet av bandet Panic! at the Disco, utgivet 15 januari 2016.

## Låtlista
1. "Victorious"                                                   Brendon Urie Christopher J. Baran Mike Viola White Sea Jake Sinclair Alex DeLeon Rivers Cuomo  2:58
2. "Don't Threaten Me with a Good Time"        JR Rotem Teal Douville Carl Lehman Jerker Hansson Urie Sinclair Amir Salem Catherine Pierson Frederick Schneider Julian Strickland Cynthia Wilson Ricky Wilson  3:33.
3. "Hallelujah"                                                   Urie Aron Wright Imad-Roy El-Amie White Sea Sinclair Robert William Lamm  3:00
4. "Emperor's New Clothes"                             Urie Sinclair Lauren Pritchard Sam Hollander Dan Wilson   2:38
5. "Death of a Bachelor"                                   Urie Pritchard Sinclair   3:23.
6. "Crazy=Genius"                                            Urie Hollander Sinclair   3:18.
7. '"LA Devotee"                                                Urie White Sea Sinclair   3:16.
8. "Golden Days"                                              Urie Hollander Sinclair   4:14.
9. "The Good, the Bad and the Dirty"               Urie Pritchard Sinclair   2:51.
10. "House of Memories"                                   Urie White Sea Sinclair   3:28.
11. "Impossible Year"                                         Urie Hollander Sinclair   3:22.